# Emiliano Moretti
Emiliano Moretti (Roma, 11 de Junho de 1981) é um ex-futebolista italiano.

## Carreira
Moretti representou a Seleção Italiana de Futebol nas Olimpíadas de 2004, que conquistou a medalha de bronze.

## Títulos

### Fiorentina
- Coppa Italia: 2000-01

### Valencia
- Copa Del Rey: 2007-08